# Saint-Aquilin
Saint-Aquilin (okzitanisch: Sent Agulin) ist eine französische Gemeinde mit 463 Einwohnern (Stand: 1. Januar 2022) im Département Dordogne in der Region Nouvelle-Aquitaine; sie gehört zum Arrondissement Périgueux und zum Kanton Vallée de l’Isle. Die Einwohner heißen Aquilinois.

## Geografie
Saint-Aquilin liegt etwa 20 Kilometer westlich von Périgueux in der Landschaft Périgord. Hier entspringt das Flüsschen Salembre und durchquert das Gemeindegebiet. Die Nachbargemeinden von Saint-Aquilin sind Tocane-Saint-Apre im Norden, Mensignac im Nordosten, Léguillac-de-l’Auche im Osten, Saint-Astier im Südosten und Süden, Chantérac im Südwesten sowie Segonzac im Westen und Nordwesten.

## Bevölkerungsentwicklung
| Jahr                       | 1962 | 1968 | 1975 | 1982 | 1990 | 1999 | 2006 | 2019 |
| Einwohner                  | 515  | 440  | 381  | 388  | 387  | 450  | 485  | 468  |
| Quellen: Cassini und INSEE |      |      |      |      |      |      |      |      |

## Sehenswürdigkeiten
- Dolmen Peyre-Brune
- Kirche Saint-Eutrope aus dem 15. Jahrhundert, Monument historique
- Schloss Belet aus dem 15. Jahrhundert
- Herrenhaus Boisset
- Herrenhaus Moncé aus dem 17. Jahrhundert

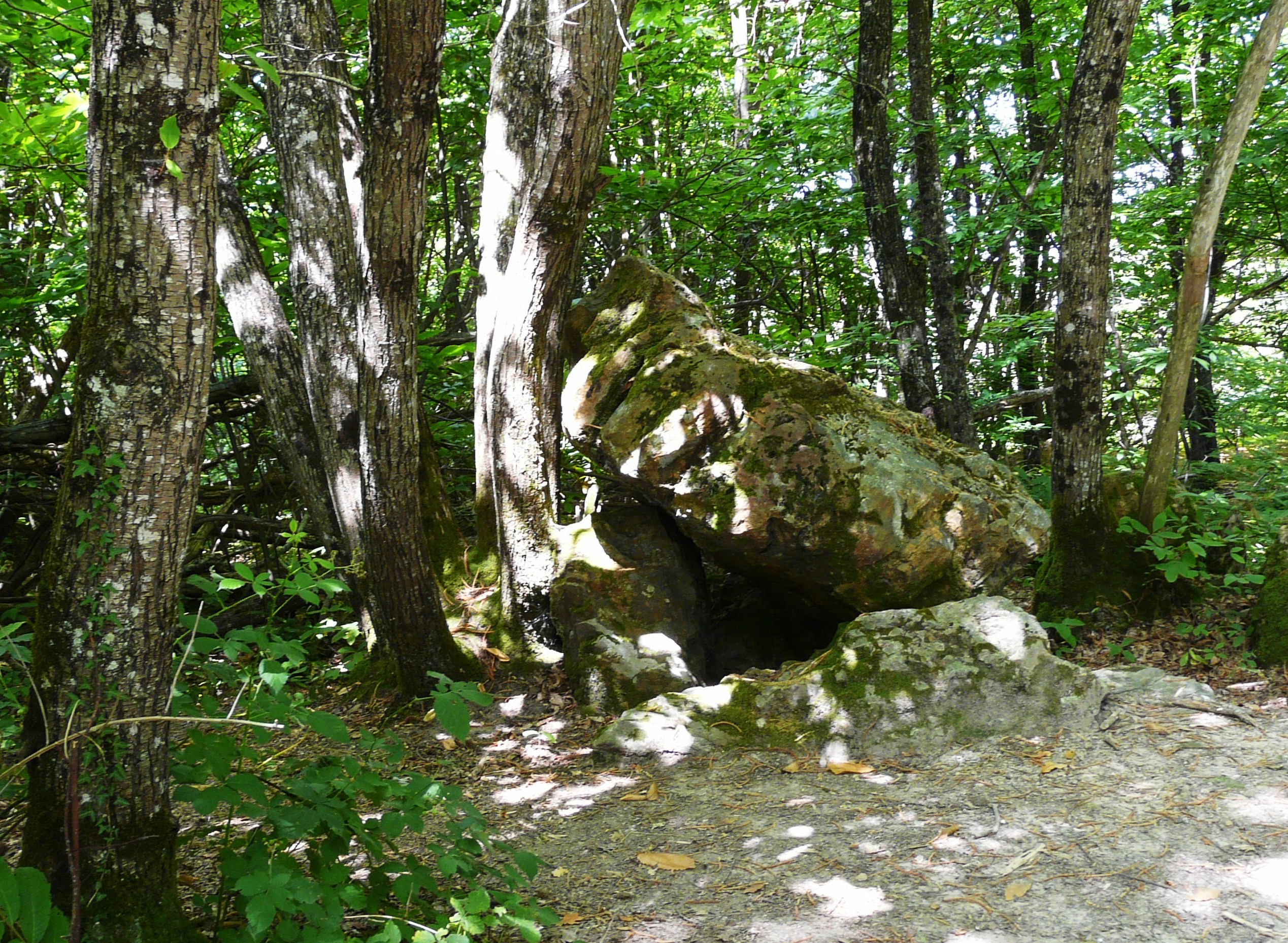
Dolmen Peyre-Brune
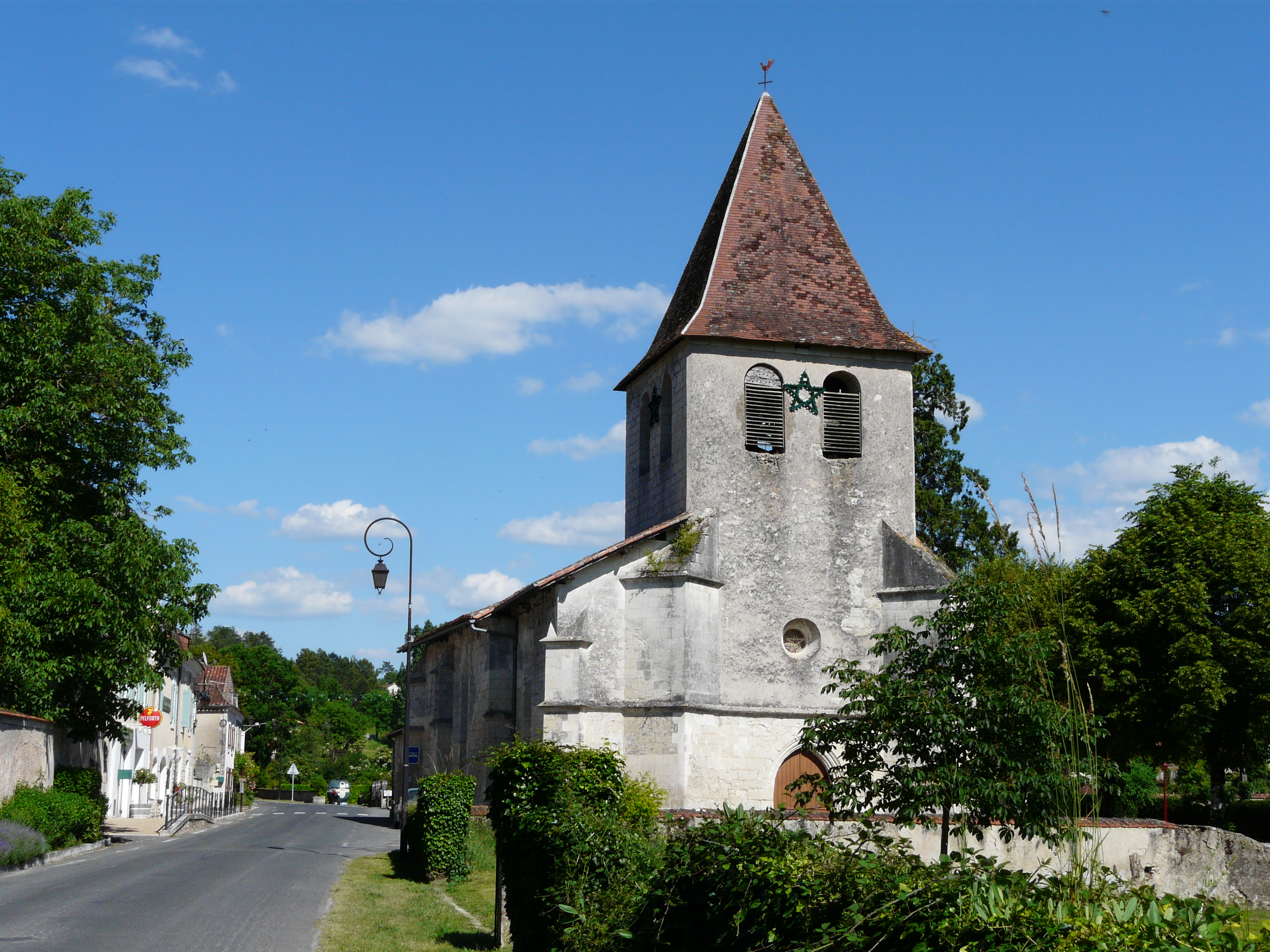
Kirche Saint-Aquilin
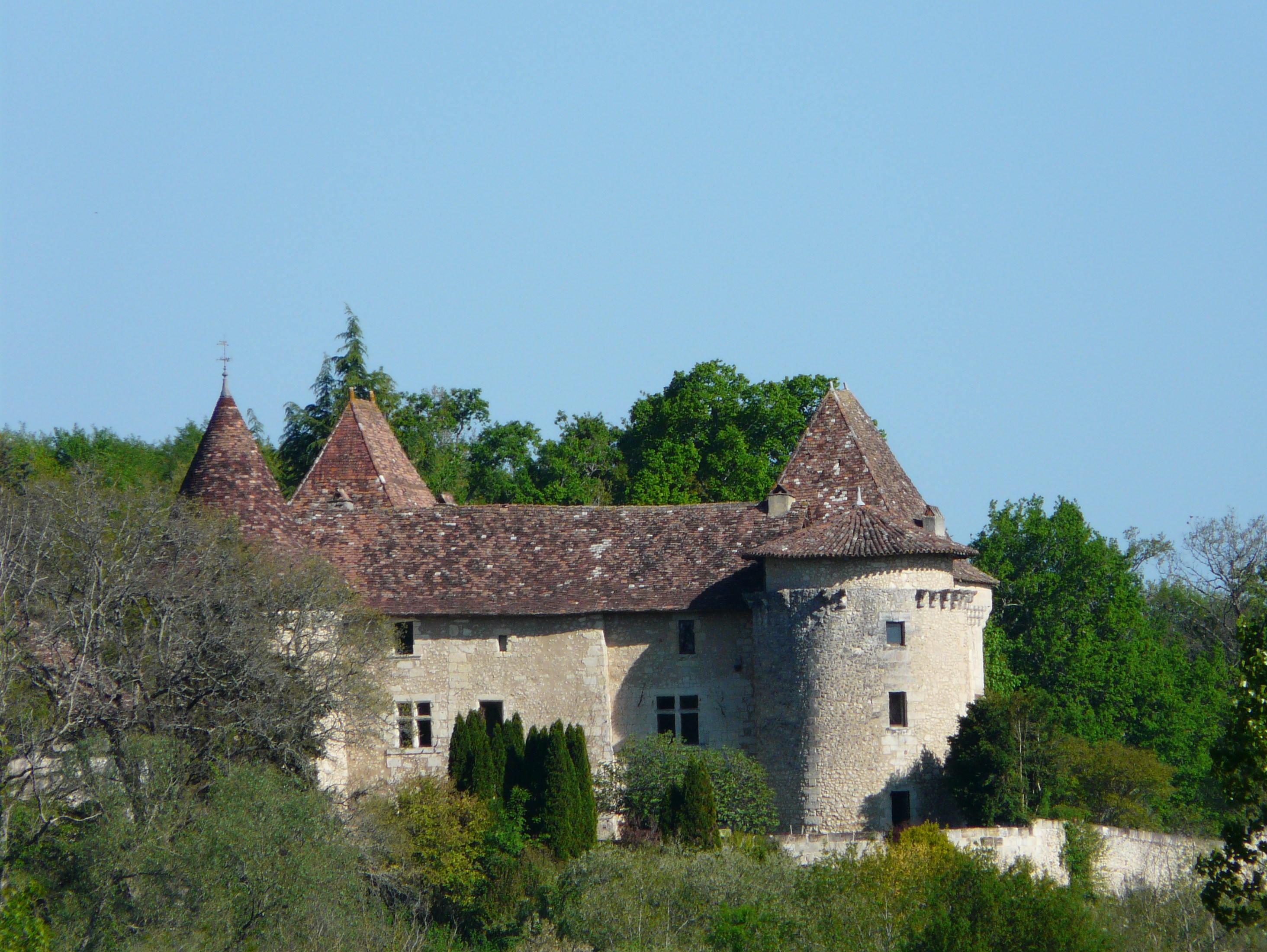
Schloss Belet
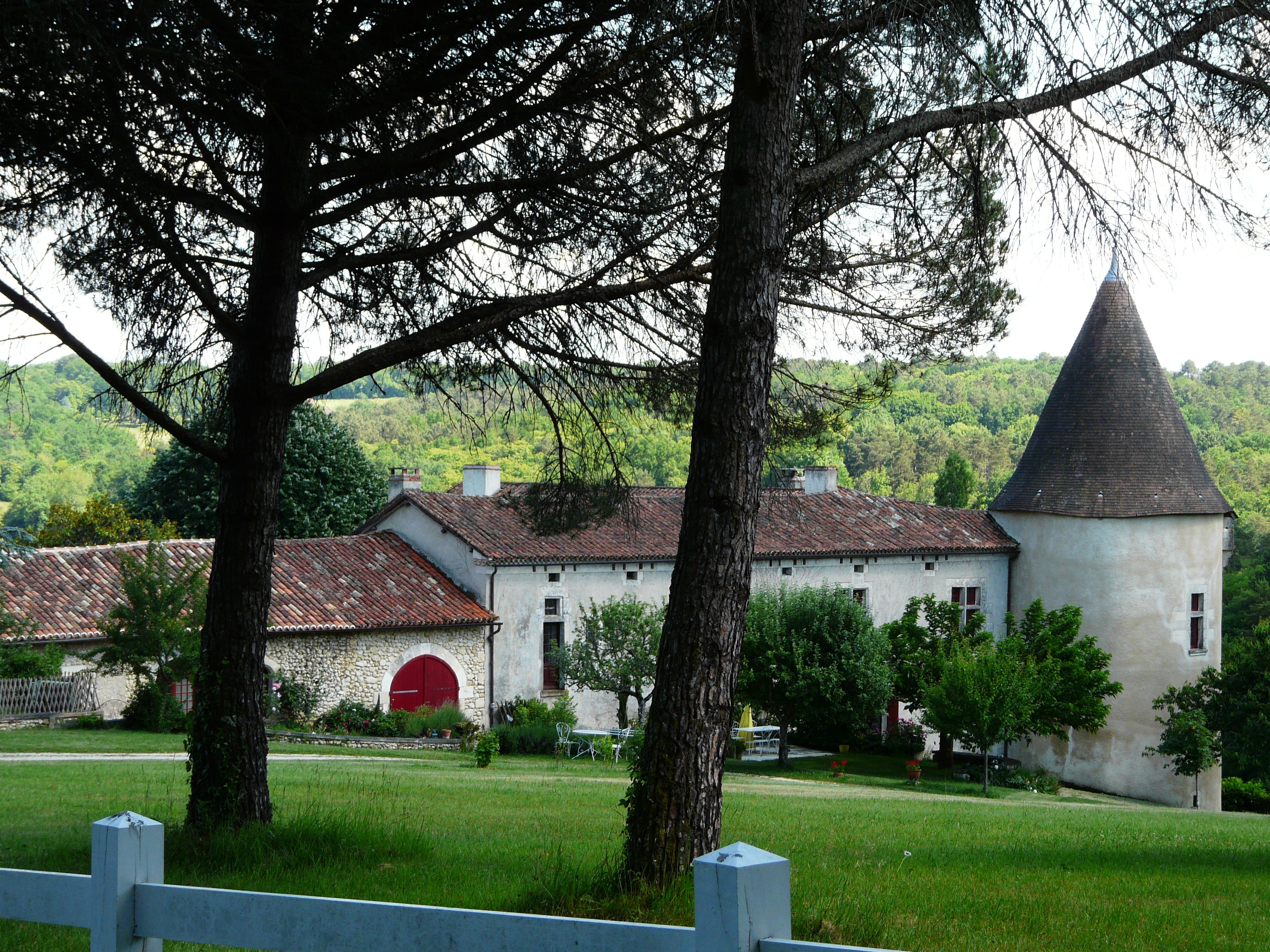
Herrenhaus Moncé